# Neuenhof
Neuenhof (toponimo tedesco) è un comune svizzero di 8 680 abitanti del Canton Argovia, nel distretto di Baden.

## Geografia fisica
Neuenhof è collegato a Oberrohrdorf attraverso il passo Rüsler.

## Storia
Dal suo territorio nel 1803 fu scorporata la località di Killwangen, divenuta comune autonomo.

## Monumenti e luoghi d'interesse

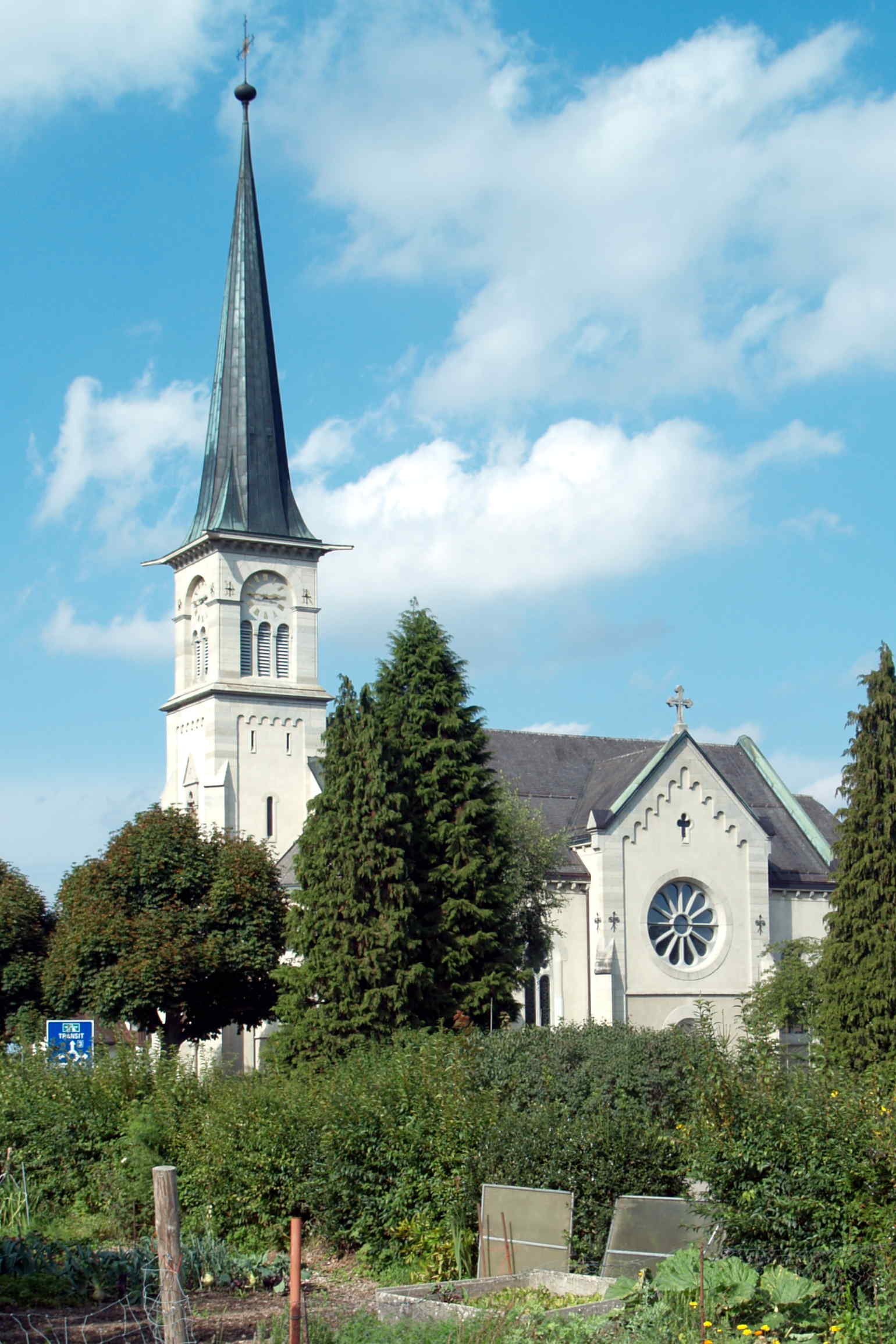
La chiesa cattolica di San Giuseppe

- Chiesa cattolica di San Giuseppe, eretta nel 1886-1888[2];
- Chiesa riformata, eretta nel 1955[2].

## Società

### Evoluzione demografica
L'evoluzione demografica è riportata nella seguente tabella:
Abitanti censiti

## Infrastrutture e trasporti
Neuenhof è servito dall'omonima stazione sulla Bözbergbahn e sulla ferrovia Zurigo-Olten (linea S12 della rete celere di Zurigo)

## Amministrazione
Ogni famiglia originaria del luogo fa parte del cosiddetto comune patriziale e ha la responsabilità della manutenzione di ogni bene ricadente all'interno dei confini del comune.